# Abbeyshrule
Abbeyshrule (irisch Mainistir Shrúthla; dt. etwa „Kloster an der Strömung“) ist ein Ort im County Longford, Irland. Er liegt etwa zwischen Mullingar und Ballymahon. Der Fluss Inny und der Royal Canal kreuzen sich circa 1 km nordöstlich, wobei ein Aquädukt den Kanal über den Fluss führt. Im Ort befindet sich auch ein kleiner Binnenhafen des Kanals.
In der Sakristei der katholischen Kirche wird ein knapp 1 m hohes Hochkreuz aufbewahrt, das ursprünglich zu Abbeyshrule Abbey gehörte. Die Reste des als Tochterkloster von Mellifont Abbey gegründeten Klosters liegen 300 m südlich vom Ort.
Außerdem gibt es einen Flugplatz für Kleinflugzeuge.
Der Ort wuchs – vor allem dank neuer Straßen in der Region – um die Mitte der 2000er-Jahre fast um das Doppelte an. Das Gebiet ist recht dünn besiedelt und die einzelnen Höfe liegen weit auseinander.